# 오가역 (장항선)
오가역(Oga station, 吾可驛)은 옛 장항선의 철도역이었다. 2004년 7월 15일부터 모든 여객 취급을 중지하였고 장항선 직선화 개량공사가 완료되어 2008년 12월 15일에 폐역되었다.

## 역명 유래
조선시대에 오원면, 우가산면, 거구화면 3개면이 있었는데 1914년 3월 면폐합에 의하여 3개면을 통합해 오원리의 이름을 따서 오원리의 '오'자와 우가산의 '가'자를 따서 오가면이라고 한데서 비롯하였다.

## 연혁
- 1923년 11월 1일 : 간이정류장으로 영업 개시[1]
- 일자 불명 : 폐역
- 1967년 6월 1일 : 임시승강장으로 영업 개시[2]
- 1972년 3월 11일 : 무배치간이역으로 변경
- 1998년 12월 1일 : 장항선 전구간 비둘기호 운행중단
- 2004년 4월 1일 : 장항선 통일호 운행중단
- 2004년 7월 16일 : 여객 취급 중지[3]
- 2008년 12월 15일 : 폐역[4]

## 참고 문헌
1. ↑  조선총독부관보 휘보 사설철도운수영업개시, 1923년 11월 5일
2. ↑  철도청 고시 제331호(1967.06.01)
3. ↑  대한민국관보 철도청고시 제2004-30호, 2004년 7월 16일
4. ↑  대한민국관보 국토해양부고시 제2008-765호, 2008년 12월 8일